# Gmina Czyżew
Die Gmina Czyżew ist eine Stadt-und-Land-Gemeinde im Powiat Wysokomazowiecki der Woiwodschaft Podlachien in Polen. Ihr Sitz ist die gleichnamige Stadt mit über 2600 Einwohnern.

## Geschichte
Czyżew hieß bis 2010 Czyżew-Osada, die Siedlung wurde am 1. Januar 2011 zur Stadt erhoben.

## Gliederung
Zur Stadt-und-Land-Gemeinde (gmina miejsko-wiejska)  Czyżew gehören 54 Ortschaften mit einem Schulzenamt (sołectwo):
Brulino-Koski
Brulino-Piwki
Czyżew-Chrapki
Czyżew-Osada
Czyżew-Bloki Kolejowe
Czyżew Szkolny
Czyżew-Pociejewo
Czyżew-Ruś-Kolonia
Czyżew-Ruś-Wieś
Czyżew-Siedliska
Czyżew-Sutki
Czyżew Kościelny
Dąbrowa-Cherubiny
Dąbrowa-Kity
Dąbrowa-Michałki
Dąbrowa-Nowa Wieś
Dąbrowa-Szatanki
Dąbrowa Wielka
Dmochy-Glinki
Dmochy-Mrozy
Dmochy-Rodzonki
Dmochy-Wochy
Dmochy-Wypychy
Godlewo-Kolonia
Godlewo-Piętaki
Jaźwiny-Koczoty
Jaźwiny-Piedki
Kaczyn-Herbasy
Kaczyn Stary
Krzeczkowo-Gromadzyn
Krzeczkowo Mianowskie
Krzeczkowo-Nowe Bieńki
Krzeczkowo-Stare Bieńki
Krzeczkowo-Szepielaki
Michałowo Wielkie
Ołdaki-Magna Brok
Rosochate Kościelne
Rosochate Nartołty
Siennica-Klawy
Siennica-Lipusy
Siennica-Pietrasze
Siennica-Szymanki
Siennica-Święchy
Stokowo-Bućk
Stokowo-Szerszenie
Szulborze-Kozy
Święck-Strumiany
Zalesie Stare
Zalesie-Stefanowo
Zaręby-Bindugi
Zaręby-Góry Leśne
Zaręby-Sasiny
Zaręby-Skórki
Zaręby-Święchy